# Helmut Newton
Helmut Newton (tên khai sinh Helmut Neustädter, sinh ngày 31 tháng 10 năm 1920, mất ngày 23 tháng 1 năm 2004) là một nhiếp ảnh gia người Úc gốc Đức. Ông nổi tiếng là người chụp hình thời trang và chụp hình khỏa thân mẫu nữ. Những người từng làm mẫu cho ông bao gồm Catherine Deneuve, Brigitte Nielsen, Grace Jones, Kate Moss, Karen Mulder, Monica Bellucci, Cindy Crawford và Claudia Schiffer. Newton được coi là "nhiếp ảnh gia thời trang làm việc nhiều và người tiên phong kích thích, biến những bức hình đen trắng trở thành thương hiệu của Vogue và của nhiều ấn phẩm khác."

## Sách
- Marshall Blonsky & Helmut Newton, Private Property, Schirmer Art Books, 1989
- Guy Featherstone, 'Helmut Newton's Australian years', trong The La Trobe Journal, The State Library of Victoria Foundation, số 76, Xuân 2005
- Klaus Honnef & Helmut Newton, Helmut Newton: Portraits, Schirmer Art Books, 1986
- Klaus Neumann, In the Interest of National Security: Civilian Internment in Australia during World War II, Canberra: National Archives of Australia, 2006.
- Helmut Newton, White Women, New York: Congreve, 1976
- Helmut Newton, Sleepless Nights, New York: Congreve, 1978
- Helmut Newton, Big Nudes, Paris: Editions du Regard, 1981
- Helmut Newton, They're Coming!, Paris: French Vogue, 1981
- Helmut Newton, World Without Men, New York: Xavier Moreau, 1984
- Helmut Newton & June Newton, Helmut Newton Work, chỉnh sửa bởi Manfred Heiting, Taschen, 2000
- Helmut Newton, Sumo, Taschen, 2000
- Helmut Newton, Autobiography, Nan A. Talese, 2003
- Helmut Newton, A Gun for Hire, edited by June Newton, Taschen, 2005
- Helmut Newton, Playboy: Helmut Newton, Chronicle Books (2005)